# 대니얼 J. 부어스틴

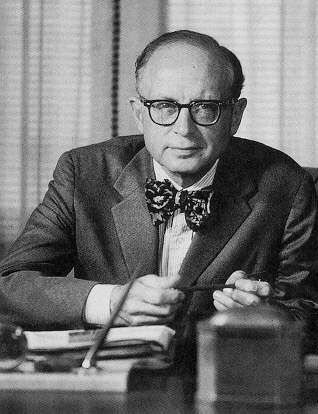

대니얼 조셉 부어스틴(Daniel Joseph Boorstin, 1914년 10월 1일 – 2004년 2월 28일)은 시카고 대학 미국 역사가로 미국과 세계사의 많은 주제를 저술했다. 그는 1975년 미국 의회 의 12대 사서로 임명되어 1987년까지 근무했다. 그는 의회 도서관에 책 센터를 만드는 데 중요한 역할을 했다.
하버드 학부 시절(1938~39)의 공산당 가입 후 탈퇴한 부어스틴은 이후 정치적 보수주의자가 되었다. 그의 글은 종종 미국인의 단결을 강조하고 계급과 사회적 갈등을 경시하는 "합의 학파"의 지지자 리처드 호프스태터, Louis Hartz 및 Clinton Rossiter 와 같은 역사가들과 연결되었다. 부어스틴은 특히 발명가와 기업가를 미국 성공 스토리의 중심이라고 칭찬했다.

## 전기
부어스틴은 1914년 조지아주 애틀랜타 유대인 가정에서 태어났다. 그의 아버지 사무엘은 13세 소녀를 강간하고 살해한 혐의로 기소되어 유죄 판결을 받은 유대인 공장 감독 리오 프랭크의 변호에 참여한 변호사였다. 프랭크의 1915년 린치로 인해 조지아에서 반유대주의가 급증한 후 가족은 오클라호마주 털사로 이사했으며 그곳에서 부어스틴이 자랐다. 그는 15세의 나이로 1930년에 털사의 센트럴 고등학교를 졸업했다.
사무엘은 아들이 오클라호마 대학에 진학해 변호사가 되어 자신의 로펌에 들어가기를 원했지만 다니엘은 하버드 로스쿨에 가고 싶었다. 그는 1937년 Harvard에서 최고 우등으로 졸업( summa cum laude )하고 학사 및 BCL 학위를 받았다.
하버드에서 학부생인 동안 부어스틴은 공산당의 일원이 되었다 . 그런 다음 그는 이전의 좌파 견해에서 멀어졌다. 1953년 하원 비미 활동 위원회에 의해 소환된 후 부어스틴은 협조 증인이 되었고 위원회에 그의 감방에 있는 다른 당원들의 이름을 밝혔다. 그의 강의는 나중에 HUAC에 대한 그의 증언 때문에 일부 학생들에 의해 보이콧되었다.
부어스틴은 1942년 스와스모어 칼리지 조교수로 고용되어 2년 동안 머물렀다. 1944년 그는 시카고 대학교에 채용되어 25년간 교수로 재직했다.  그는 1964년 케임브리지 대학의 미국 역사 및 기관의 피트 교수였다. 그는 1973년부터 1975년까지 스미소니언 박물관 (지금은 베링 센터의 미국 역사 박물관으로 알려짐) 국립 미국사 박물관의 관장이자 선임 역사가로 일했다.
1941년 4월 9일에 그는 Wellesley College 졸업생인 Ruth Carolyn Frankel(1917-2013)과 결혼했다. 그녀는 같은 해에 출판된 그의 첫 번째 책인 The Mysterious Science of the Law(법의 신비한 과학)의 파트너이자 편집자가 되었다. 부어스틴은 Ruth와 함께 20권 이상의 책을 저술했으며, 그중 하나는 미국의 경험에 관한 것이고 다른 하나는 세계 지적 역사에 관한 3부작이다. 1974년 퓰리처상 역사상 1부 3부작의 마지막 책인 Americans: Democratic Experience가 수상했다. 부어스틴의 두 번째 3부작인 발견자(The Discoverers), 창조자(The Creators), 탐구자(The Seekers )는 각각 인류의 과학적, 예술적, 철학적 역사를 조사한다. Daniel J. 부어스틴 Reader (현대 도서관, 1995)를 위한 그의 "작가 노트"에서 그는 다음과 같이 썼다. 내 모든 책을 위해." The Washington Post (2013년 12월 6일)에 실린 그녀의 사망 기사는 부어스틴의 말을 인용한다.
사회 이론 분야 내에서 부어스틴의 1961년 책 The Image: A Guide to Pseudo-events in America는 나중에 초현실 과 포스트모더니티 라고 불리는 미국 생활의 측면에 대한 초기 설명이다. 이미지에서 부어스틴은 주로 광고로 인한 미국 문화의 변화를 설명한다. 여기서 이벤트의 재현 또는 시뮬레이션이 이벤트 자체보다 더 중요하거나 "실제"가 된다. 그는 계속해서 광고나 다른 형태의 홍보를 통해 재생산되는 것 외에는 거의 또는 전혀 목적이 없는 이벤트나 활동을 설명하는 유사 이벤트라는 용어를 만들어 냈다. 이 책은 또한 2010년대에 '가짜 뉴스 '라 불리게 된 거짓 뉴스의 유형에 대해서도 설명한다. 의사 사건에 대한 아이디어는 Jean Baudrillard와 Guy Debord의 이후 작업을 예상한다. 이 작업은 미국 사회학 과정에서 자주 사용되는 텍스트이며 기술의 사회적 영향에 대한 부어스틴의 우려는 여전히 영향력이 있다.

포드 대통령이 1975년 부어스틴을 의회 사서로 지명했을 때 작가 조합 은 그 지명을 지지했지만 자유주의자들은 그의 보수주의와 1960년대 후반과 1970년대 초반의 사회 혁명에 대한 반대에 반대했다. 그는 부어스틴이 "도서관 관리자가 아니"었기 때문에 미국 도서관 협회의 공격을 받았다. 상원은 토론 없이 지명을 승인했다.
부어스틴은 1987년 전업 작가가 되고 싶다며 은퇴했다. 그는 2004년 2월 28일 워싱턴 DC에서 폐렴으로 사망했다.

## 영향
1976년, 부어스틴은 1865년 암살당한 링컨 대통령의 주머니에서 내용물을 발견했다고 발표하는 기자회견을 가졌다. 그들은 사서 사무실의 벽 금고에 있었다. 부어스틴은 이 유물을 공개 전시했으며, 도서관의 Jefferson Building에서 열리는 미국 의회 도서관의 보물 전시회를 방문하는 관광객들에게 가장 인기 있는 명소가 되었다. 그는 1976년 American Folklife Center를 만들고 1977년에 미 의회 도서관에 Center for the Book 을 만드는 데 중요한 역할을
1979년 LOC와 케네디 센터는 케네디 센터에 공연 예술 도서관을 개관했다. 1980년에 부어스틴은 LOC와 학문 세계를 연결하는 새로운 연결 고리인 Council of Scholars를 설립했다. LOC에서 부어스틴이 재임하는 동안의 또 다른 주요 행사는 1980-1982년 동안 LOC의 James Madison Memorial Building을 건설하고 시행한 것이다. 그는 1983년 매디슨 빌딩에 메리 픽포드 극장 을 열기 위해 개인 기부금을 받았다. 극장은 LOC의 방대한 영화 컬렉션에 대한 대중의 인식을 높이기 위한 것이었다.
1984년 부어스틴과 국회 의사당의 건축가 George White는 LOC의 오래된 건물인 Jefferson (1897)과 Adams (1939) 건물을 재건하는 데 8,150만 달러를 적절하게 사용하도록 의회를 설득했다. 1986년 부어스틴은 LOC 예산을 대폭 삭감할 법안에 반대하기 위해 의회에 출석했다. 그의 간청은 제안된 삭감을 실질적으로 복원하는 결과를 가져왔다. 그것은 또한 그를 "지적인 폴 리비어"라고 부르는 결과를 낳았다.